# IC 438
IC 438 — галактика типу SBc () у сузір'ї Заєць.
Цей об'єкт міститься в оригінальній редакції індексного каталогу.